# Salus populi suprema lex esto
Salus populi suprema lex esto (с лат. — «Да будет благо народа высшим законом») — латинская фраза, впервые высказанная Цицероном в сочинении «О законах» (De Legibus).

## История
Фразой «Salus populi suprema lex esto» Цицерон предписывает римским правителям подчиняться интересам народа, благо которого должно быть для них высшей властью.
Цицерон, «О законах», III, 3, 8:

Пусть будут двое облечены царской властью и пусть они, предводительствуя, судя и держа совет, именуются преторами, судьями, консулами; в военное время пусть они имеют высшую власть, никому не подчиняются, высшим законом для них пусть будет благо народа.
Оригинальный текст (лат.)Regio imperio duo sunto, iique praeeundo, judicando, consulendo praetores, judices, consules appelamino; militiae summum jus habento, nemini parento, illis salus populi suprema lex esto.
Фраза «Salus populi suprema lex esto» употребляется в контексте определения основного принципа народовластия, когда народ является единственным источником власти.
Джон Локк использует её в качестве эпиграфа в форме Salus populi suprema lex в работе «Два трактата о правлении» и называет его фундаментальным правилом для правительства.  Этот девиз был также одобрен Гоббсом в начале 30-й главы трактата "Левиафан" и Спинозой в 19-й главе его "Богословско-политического трактата". С 1737 года выражение часто цитируется как Salus populi est suprema lex.

## Парафразы
- Salus aegroti suprema lex medicorum (Благо больного — высший закон врачей);
- Salus populi suprema lex (Благо народа — высший закон);
- Salus patriae — suprema lex (Благо родины — высший закон);
- Salus reipublicae suprema lex (Благо республики — высший закон);
- Salus revolutionis suprema lex (Благо революции — высший закон);
- Voluntas populi suprema lex (Желание народа — высший закон).

## В геральдике
Фраза используется:
- в гербе сухопутных войск Италии (Esercito Italiano)
- в печати штата Миссури, США;
- в гербе Солфорда (район Лондона);
- в гербе Дьюкейновского юридического университета (Питтсбург, штат Пенсильвания, США);
- в девизе бельгийской правой партии «Фламандский интерес»;
- в знаке Контрольно-счётной палаты Ивановской области[2];
- в памятной медали Роспотребнадзора «90 лет Госсанэпидслужбе России» [3];
- на фасаде здания волостного управления волости Йыхви, Ида-Вирумаа, Эстония.
- в девизе фармацевтической компании ООО "Сфера-Фарм"
- в СЗГМУ им. И. И. Мечникова (мозаика на полу первого этажа павильона 1-3 больницы Петра Великого), Санкт-Петербург, Россия.
- На протяжении почти ста лет фраза служила девизом ирландского медицинского журнала Medical Press and Circular [4].